# زمان‌آباد (فهرج)
زمان‌آباد، روستایی در دهستان برج اکرم بخش مرکزی شهرستان فهرج در استان کرمان ایران است.

## جمعیت
بر پایه سرشماری عمومی نفوس و مسکن در سال ۱۳۹۵، جمعیت این روستا برابر با ۱۴ نفر (۴ خانوار) بوده‌است.